# 14411 Clérambault
A 14411 Clérambault (korábbi nevén 1991 RE2) a Naprendszer kisbolygóövében található aszteroida. Eric Walter Elst fedezte fel 1991. szeptember 6-án.
A bolygót Louis-Nicolas Clérambault (1676–1749) francia orgonista és zeneszerzőről nevezték el.

## Kapcsolódó szócikk
- Kisbolygók listája (14001–14500)